# Faculdade de Ciências Médicas da Universidade do Estado do Rio de Janeiro
A Faculdade de Ciências Médicas da Universidade do Estado do Rio de Janeiro (FCM-Uerj) é uma das mais conceituadas escolas de Medicina do país , tendo conceitos altos no Exame Nacional de Desempenho de Estudantes (Enade) - 5 em 2004, 5 em 2007 e 4 em 2010. É frequentemente o curso mais concorrido da universidade, oferecendo anualmente 94 vagas pelo Vestibular UERJ. Possui estreito vínculo com o Hospital Universitário Pedro Ernesto (Hupe)   , a Policlínica Universitária Piquet Carneiro (PPC) e o Hospital Universitário Reitor Hesio Cordeiro (HURHC), em Cabo Frio/RJ, ambas unidades de saúde da Uerj nas quais os alunos têm aulas práticas, atuam na assistência à saúde e concluem o internato.

## Histórico
Em 05 de dezembro de 1935, um grupo de médicos membros da Academia Nacional de Medicina, dentre os quais Rolando Monteiro, funda a Faculdade de Ciências Médicas do Rio de Janeiro como Sociedade Anônima, motivados por interesses de reconhecimento acadêmico e com suporte de alianças políticas importantes, como Pedro Ernesto, médico e prefeito da cidade do Rio de Janeiro, então Distrito Federal.  Em abril de 1936, nas dependências do Hospital Graffrée-Guinle, aconteceu a abertura do Curso da 1ª Turma da Faculdade de Ciências Médicas.  Posteriormente, a Faculdade se transferiu nos anos 40 para sede própria na rua Fonseca Telles, n° 121, em São Cristóvão. Os alunos tinham aulas teóricas neste edifício em São Cristóvão, enquanto realizavam os estágios práticos nas unidades de saúde em que trabalhavam os docentes. 

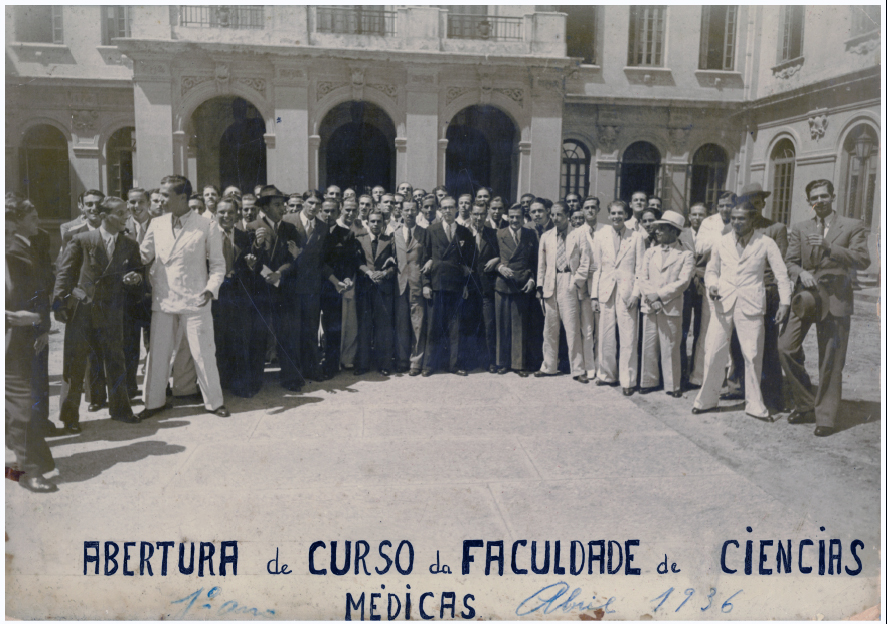
Abertura do Curso da 1ª Turma da Faculdade de Ciências Médicas do Rio de Janeiro em abril de 1936.

Aos poucos, a faculdade foi crescendo, ganhando renome e conquistando professores da prestigiada Faculdade Nacional de Medicina, da Universidade do Brasil - hoje Universidade Federal do Rio de Janeiro (UFRJ). Em 1950, junto à Faculdade de Ciências Jurídicas, à Faculdade de Ciências Econômicas e à Faculdade de Ciências e Letras, deu origem à Universidade do Distrito Federal , começando a receber subsídios da prefeitura. Em 1961, durante o governo de Carlos Lacerda, a Universidade do Distrito Federal se transformou na Universidade do Estado da Guanabara, à qual foi agregado o Hospital Universitário Pedro Ernesto, que centralizou o ciclo profissional dos estudantes em um Hospital de Clínicas. 
Durante a ditadura militar brasileira, o Centro Acadêmico Sir Alexander Fleming (Casaf) foi um dos importantes locais de resistência ao governo militar, tendo muitos alunos da faculdade se aliado a movimentos de esquerda que combatiam o regime ideologicamente ou nas ruas. Em 22 de outubro de 1968, durante manifestação de alunos que culminou em confronto com as forças governamentais, o estudante Luiz Paulo da Cruz Nunes, segundanista de 21 anos, foi atingido na cabeça por um tiro dos militares, sendo prontamente internado, junto a outros feridos, no próprio hospital universitário, que foi então cercado pelas forças policiais. O Hupe permaneceu sob cerco e ameaça eminente de invasão por algumas horas. Luiz Paulo, apesar dos esforços dos professores e colegas, faleceu no mesmo dia, se tornando símbolo para as gerações seguintes da faculdade . Em 1969, o presidente do Centro Acadêmico Sir Alexander Fleming (Casaf), João Lopes Salgado, participou do sequestro do embaixador americano Charles Burke Elbrick, dirigindo um carro de apoio durante a captura do diplomata .
A história da faculdade também é marcada por algumas inovações no ensino, como a modernização da cadeira de Higiene, entrelaçando os conhecimentos das Ciências Sociais com os da Saúde Pública tradicional e abrigando importantes sanitaristas, que formariam mais tarde uma unidade independente da UERJ - o Instituto de Medicina Social (IMS). Também, as experiências exitosas da faculdade com o internato rural, o Ambulatório de Medicina Integral e o ensino humanizado, acabaram levando à formação do Departamento de Medicina Integral, Familiar e Comunitária, ao qual estão vinculados até hoje pessoas renomadas na área .

## Ensino
Sua formação tradicional é reconhecida nacionalmente por formar médicos conceituados. Consistindo de um curso teórico-prático, as disciplinas são ministradas no Pavilhão Américo Piquet Carneiro (Vila Isabel), no Hospital Universitário Pedro Ernesto (Hupe), na Policlínica Piquet Carneiro (PPC) e no Campus Cabo Frio, inaugurado em 2023. O curso de graduação em Medicina é um dos poucos da UERJ a ainda funcionar em regime seriado, o mais longo em tempo de formação - seis anos - e está dividido entre o módulo básico - de quatro anos e meio de duração - e o módulo profissional, ou internato - de um ano e meio de duração.
O módulo básico tem cadeiras da FCM, do Instituto de Biologia Roberto Alcântara Gomes (IBRAG) e do Instituto de Medicina Social (IMS) e pode ser dividido em ciclo básico e ciclo clínico. O primeiro consiste em uma ou mais etapas das seguintes disciplinas: Genética (IBRAG), Biologia Celular (IBRAG), Biometria (IBRAG), Anatomia Humana (IBRAG), Histologia e Embriologia (IBRAG), Fundamentos da Saúde Coletiva (IMS), Biofísica (IBRAG), Bioquímica (IBRAG), Medicina Integral, Familiar e Comunitária (FCM), Fisiologia (IBRAG), Fisiopatologia (IBRAG), Medicina Social (IMS), Informática Médica (FCM), Psicologia Médica (FCM), Patologia Geral (FCM), Parasitologia (FCM), Técnica Operatória e Cirurgia Experimental (FCM), Microbiologia (FCM) e Imunologia (FCM). A disciplina Ciência do Comportamento Humano (IMS) é eletiva.
O ciclo clínico do módulo básico consiste em: Clínica Médica e Propedêutica (FCM), Radiologia (FCM), Farmacologia (IBRAG), Psicopatologia (FCM), Anatomia Patológica (FCM), Medicina Legal (FCM), Cardiologia (FCM), Pneumologia e Tisiologia (FCM), Doenças Infectoparasitárias (FCM), Pediatria e Puericultura (FCM), Dermatologia (FCM), Psiquiatria (FCM), Neurologia (FCM), Ginecologia (FCM), Obstetrícia (FCM), Cirurgia Geral (FCM), Anestesiologia (FCM), Oftalmologia (FCM), Otorrinolaringologia (FCM), Neurocirurgia (FCM), Ortopedia e Traumatologia (FCM) e Urologia (FCM).
O módulo profissional, que atualmente dura o último ano e meio do curso, consiste em sete disciplinas obrigatórias, num total de 3006 horas: Pediatria e Puericultura (FCM), Ginecologia (FCM), Obstetrícia (FCM), Cirurgia Geral (FCM), Clínica Médica e Propedêutica (FCM), Medicina Integral e Saúde Coletiva (FCM) e Integração Curricular em Emergência (FCM). As outras 720 horas do módulo profissional são escolhidas pelo estudante entre até quatro disciplinas opcionais.

## Hospital Universitário Pedro Ernesto

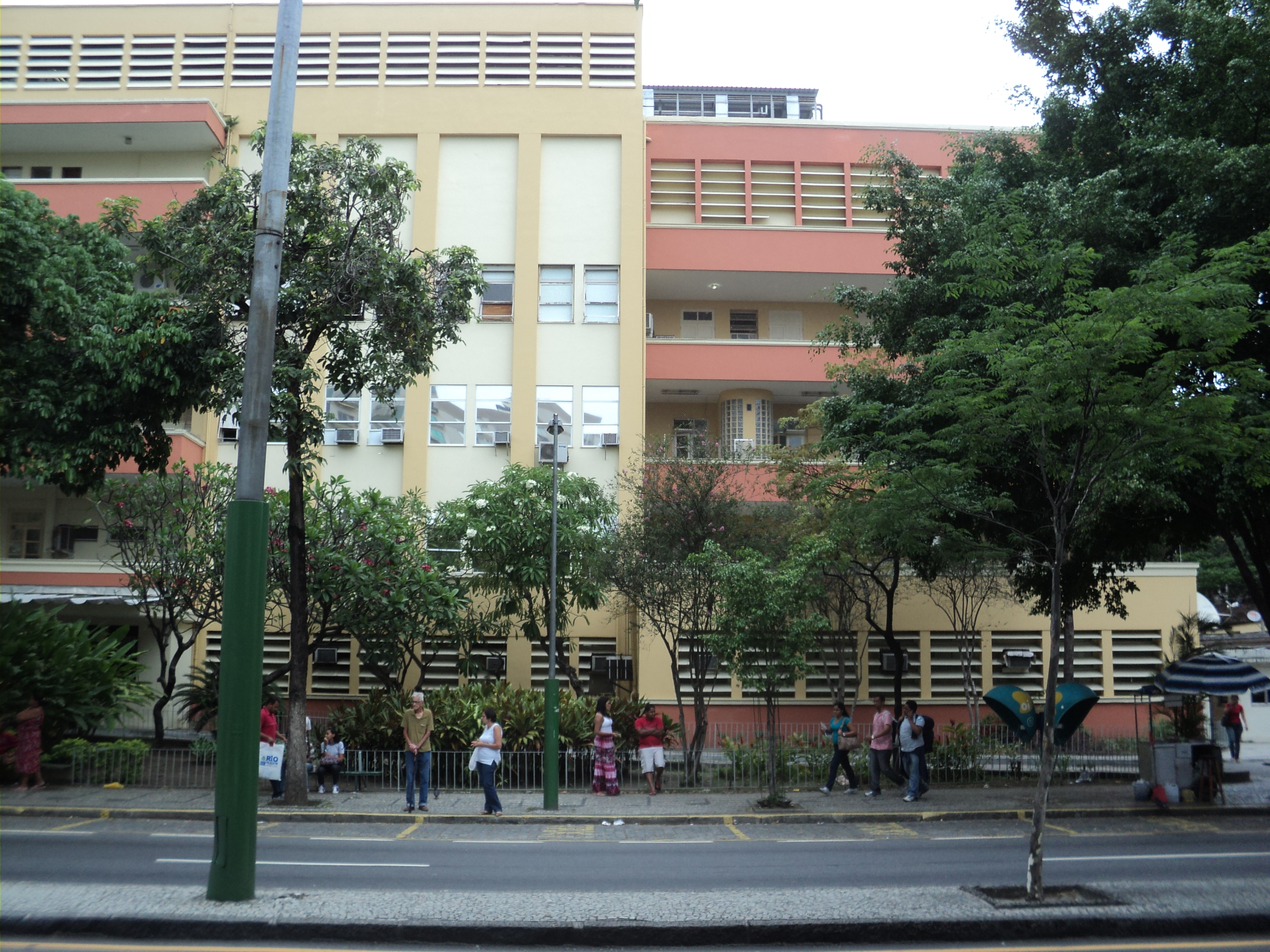
Faixada frontal do HUPE a partir da Blv. 28 de Setembro, em Vila Isabel.

O Hospital Universitário Pedro Ernesto, fundado em 1950, dispõe de um corpo clínico formado por profissionais reconhecidos em âmbito nacional e internacional, constituindo um centro de excelência na área da saúde. Tem como um de seus objetivos o desenvolvimento de pesquisas e a produção de conhecimento, já tendo sediado congressos de importante relevância médica. Seu centro cirúrgico é reconhecido pela realização de cirurgias de alta complexidade - como cirurgias cardíacas e transplantes renais -, constituindo importante polo para a sociedade fluminense. O hospital foi o primeiro centro de ensino da saúde do Rio de Janeiro a receber o título de Hospital Amigo da Criança, concedido pelo Ministério da Saúde e pelo Fundo das Nações Unidas para a Infância (Unicef) em razão de suas campanhas de aleitamento materno, treinamento específico de profissionais e oferecimento de recursos à gestantes.
A unidade funciona atualmente de forma autônoma dentro da UERJ, tendo posição equivalente aos outros institutos, com os quais colabora para o processo de ensino-aprendizagem, para a pesquisa científica e para a assistência à saúde, sendo vinculado ao Sistema Único de Saúde.

## Hospital Universitário Reitor Hesio Cordeiro
O Hospital Universitário Reitor Hesio Cordeiro, inaugurado em dezembro de 2021 na cidade de Cabo Frio/RJ, atende cerca de 600 pacientes por mês oriundos do Sistema Único de Saúde. 
A unidade, que era da iniciativa privada, estava fechada desde dezembro de 2020, mas foi incorporada à Universidade por meio de parceria com o Governo do Estado do Rio de Janeiro, possibilitando sua reabertura como hospital universitário do Sistema Único de Saúde (SUS).
Para marcar a transferência para a rede pública, seu novo nome presta homenagem ao médico sanitarista e ex-reitor da Uerj Hesio Cordeiro, professor do Instituto de Medicina Social da Universidade. Cordeiro foi um dos idealizadores do SUS..